# Obadele Thompson
Obadele Thompson (Saint Michael, 30 de março de 1976) é um ex-atleta de Barbados, o primeiro medalhista olímpico de Barbados. 
Obadele Thompson competiu nos Jogos de 1996 e 2000, conquistou um bronze, em 2000, nos 100m rasos.